# WASP-17b
WASP-17b是一個位於天蠍座，環繞恆星WASP-17的太陽系外行星。該行星發現於2009年8月11日。該行星是首顆被發現的逆行軌道的行星，即行星公轉方向和所屬恆星自轉方向相反。這個發現也因此改變了行星系的理論。WASP-17b可能是目前發現半徑最大的系外行星，但質量只有木星的一半，是一顆蓬鬆行星

## 發現
由英國斯塔福德郡基理大學（Keele University）大衛·安德森（David Anderson）的團隊使用凌日法觀測到該行星對WASP-17凌日，而發現了這顆距離地球1000 光年（300 秒差距）的氣體巨行星。並且其測光觀測也確認了體積。該行星是以位於南非天文台，由多個大學操作的超廣角尋找行星（Super Wide Angle Search for Planets, SuperWASP）望遠鏡陣列發現。該行星是由SuperWASP發現的第17個行星，並依該計畫命名。
日內瓦天文台的天文學家接著觀測該行星所屬恆星的光譜內紅移和藍移以確認其徑向速度在行星運轉時的變化確認行星的質量和軌道離心率。在行星凌日期間精確測定的都卜勒變化允許顆學家測定行星的公轉方向，並經由罗斯特-麦克劳克林效应確認行星公轉方向和所屬恆星自轉方向相反。

## 特徵
WASP-17b半徑是木星的1.5–2倍，但質量卻只有木星的一半；因此密度只有0.08到0.19 g/cm3，而木星的密度是1.326 g/cm3、地球密度則是5.515 g/cm3（水的密度是1 g/cm3）。如此異常低的密度被認為是因為行星的軌道離心率和它與母星的距離（比水星和太陽之間距離更短）造成了該行星內部強大的潮汐加熱和潮汐變形。同樣的機制也在木星衛星木衛一上發生，造成該衛星活躍的火山活動。
WASP-17b被認為是逆行軌道的行星（軌道傾角高達149°；請勿和行星軌道面與觀測者夾角混淆，對於所有太陽系外行星而言該夾角都是接近90°），也是首顆被發現如此公轉的行星。這種運行方式是以行星凌日時的都卜勒效應產生的罗斯特-麦克劳克林效应所得知，當行星的某一半球接近或遠離地球時，地球將會觀測到被凌日的行星減弱的紅移或藍移。科學家目前尚不清楚為什麼該行星會逆向公轉。其理論包含來自其它幾乎要和其撞擊的其他行星的重力彈弓，或者是一個較小的行星體的擾動使WASP-17b的軌道逐漸因為古在機制而改變其傾角。

## 外部連結
维基共享资源上的相關多媒體資源：WASP-17b
- Alexander, Amir. Scientists Detect "Wrong-Way" Planet. （页面存档备份，存于） The Planetary Society, August 12, 2009. Accessed August 14, 2009.